# Point Culver
Point Culver är en udde i Australien. Den ligger i kommunen Dundas och delstaten Western Australia, omkring 840 kilometer öster om delstatshuvudstaden Perth.
Trakten är glest befolkad. Det finns inga samhällen i närheten.
Stäppklimat råder i trakten. Genomsnittlig årsnederbörd är 461 millimeter. Den regnigaste månaden är januari, med i genomsnitt 72 mm nederbörd, och den torraste är april, med 18 mm nederbörd.